# 伊瓜苏瀑布足球俱乐部
伊瓜苏瀑布足球俱乐部，简称伊瓜苏瀑布，也被译为卡塔拉塔斯，是一家位于巴西伊瓜苏的女子足球俱乐部，成立于2010年，目前处于巴西女子足球乙级联赛。

## 历史
俱乐部由商人和前足球解说卢西亚诺·多瓦莱（Luciano do Valle），以及体育老师阿莱克桑德罗·福阿尼奥利（Alekssandro Hamann Fogagnoli）在2009年开始筹建，于2010年2月22日开始训练。他们的第一场比赛举办于2010年3月6日，是在伊瓜苏对阵来自巴拉圭的亚松森自治大学，最终以2比1的比分战胜对手。
在2010年和2011年夺得了巴拉那州女子足球锦标赛冠军，在2011年俱乐部击败维多利亚·达斯·塔博卡斯赢得了巴西杯，从而有资格参加2012年南美女子解放者杯。

## 成就
- 南美女子解放者杯
  - 亚军：2012
- 女子巴西杯
  - 冠军 (1): 2011
  - 亚军：2010
- 巴拉那州女子足球锦标赛:
  - 冠军 (2): 2010，2011，2012，2013，2014，2017，2018，2019

## 主场
此前主场为佩德罗·巴索体育场（Estádio Pedro Basso），后改为ABC体育场。